# Станіслав Кокеш
Станіслав Кокеш (нар. 1 серпня 1927, Луцьк, Волинське воєводство, Польща — 26 червня 2015, Солт-Лейк-Сіті, США) — польський режисер-документаліст українського походження, новатор у сфері кіно- і телепродукції.

## Життєпис
1 серпня 1927 року в місті Луцьку Волинського воєводства в родині луцького архітектора та інженера Францішека Кокеша народився син Станіслав. У майбутньому уродженець Луцька став відомим режисером численних документальних фільмів та телепередач.
Вищу освіту Кокеш здобував на режисерському факультеті Державної вищої кіношколи в місті Лодзь. Диплом про вищу освіту отримав у 1953 році.

## Творчість
Станіслава Кокеша вважали режисером-новатором завдяки його винахідливості та технічним інноваціям. У фільмі «Губернатор» (1965) зображено божевільного професора, який планує встановити контроль над Землею за допомогою інопланетян. У цій стрічці було використано низку технічних новинок: звуконепроникний магнітний бар'єр, фотоелемент із записом собачого гавкоту, система дистанційного відкриття воріт тощо.
Інші відомі роботи:
- Передпокій Мельпомени (1964)
- Тандем (1965) — музичний чорно-білий фільм про фортепіанний дует
- Базиліка в Лежайську (1966)
- Бернард Ладиш (1970)
- Лекція співу (1971)
- Фернандо та гуманісти (1973)
- Дача по-польські (1976)
- Четверний син (1976)
- Натхнення (1977)
- Технологія виробництва алюмінію в гуті «Конін» (1978)
- Балерина (1980)
- П'ятнадцять років минуло (1980)

## Визнання
Його роботи здобули численні нагороди в Польщі та за кордоном:
- Edinburgh Mountain Film Festival (Шотландія, 1957)
- Міжнародний конгрес наукових фільмів в Амстердамі (Нідерланди, 1957)
- Міжнародний конкурс телевізійних програм у Монтре (Швейцарія, 1965)
- Конкурс туристичних фільмів у Варшаві (1967)
- Музейний перегляд фільмів у Кєльце (1974)

## Подальше життя
У 1981 році Кокеш емігрував до США. Писав фейлетони, які публікувалися у виданнях Нью-Йорка та Лондона. Автор книжки «Не лише Чаплін», присвяченої міжвоєнному комедійному кіно.
Помер 26 червня 2015 року в місті Солт-Лейк-Сіті, штат Юта, США.